# Sân bay quốc tế Mỹ Lan Hải Khẩu
Sân bay quốc tế Mỹ Lan Hải Khẩu (tiếng Trung: 海口美兰国际机场) (IATA: HAK, ICAO: ZJHK) là sân bay mới nhất và lớn nhất ở Hải Nam, Cộng hòa Nhân dân Trung Hoa. Sân bay này nằm cách Hải Khẩu 25 km và được mở cửa năm 1999.
Sân bay có nhà ga rộng 60.200 mét vuông với 45 quầy thủ tục, 11 điểm kiểm tra an ninh và hiện có 565 người đang làm việc ở đây.

## Thống kê
- Số lượt khách (2003): 6.025.000
- Lượng hàng hóa (2003): 81.404 tấn

## Các hãng hàng không và các điểm đến
| Hãng hàng không          | Các điểm đến |
| ------------------------ | --- |
| 9 Air                    | Cáp Nhĩ Tân, Nam Kinh |
| Air Chang'an             | Tây An |
| Air China                | Bắc Kinh-Thủ đô, Thành Đô |
| Beijing Capital Airlines | Bắc Kinh-Thủ đô, Trường Sa, Trùng Khánh, Đại Liên, Enshi, Quảng Châu, Quế Lâm, Quý Dương, Hàng Châu, Hohhot, Tế Nam, Nam Xương, Nam Kinh, Nam Ninh, Ninh Ba, Thượng Hải-Phố Đông, Thái Nguyên, Urumqi, Wanzhou, Vũ Hán, Tây An, Yinchuan, Trịnh Châu                                                                        |
| Beijing Capital Airlines | Osaka-Kansai |
| Chengdu Airlines         | Thành Đô, Quế Lâm, Trịnh Châu |
| China Airlines           | Đài Bắc-Đào Viên |
| China Eastern Airlines   | Bắc Kinh-Thủ đô, Hợp Phì, Liuzhou, Nam Ninh, Thượng Hải-Phố Đông, Tây An |
| China Express Airlines   | Trùng Khánh, Hechi, Libo |
| China Southern Airlines  | Bắc Kinh-Thủ đô, Trường Xuân, Trường Sa, Thành Đô, Trùng Khánh, Đại Liên, Quảng Châu, Hàng Châu, Cáp Nhĩ Tân, Hợp Phì, Kunming, Lanzhou, Nam Kinh, Nam Ninh, Thượng Hải-Phố Đông, Shantou, Thẩm Dương, Thâm Quyến, Vũ Hán, Hạ Môn, Yinchuan, Yuncheng, Trịnh Châu, Zhuhai                                                   |
| China United Airlines    | Beijing-Nanyuan |
| Donghai Airlines         | Thâm Quyến |
| Dragonair                | Hong Kong |
| Fuzhou Airlines          | Phúc Châu |
| GX Airlines              | Hợp Phì, Mianyang, Nam Ninh, Yinchuan, Yongzhou, Zhuhai |
| Hainan Airlines          | Anqing, Bắc Kinh-Thủ đô, Trường Sa, Changzhi, Thành Đô, Trùng Khánh, Quảng Châu, Quý Dương, Hàng Châu, Hợp Phì, Hohhot, Tế Nam, Kunming, Lanzhou, Nam Xương, Nam Kinh, Nam Ninh, Thanh Đảo, Thượng Hải-Phố Đông, Thẩm Dương, Thâm Quyến, Thái Nguyên, Thiên Tân, Urumqi, Vũ Hán, Hạ Môn, Tây An, Xuzhou, Trịnh Châu, Zhuhai |
| Hainan Airlines          | Bangkok-Suvarnabhumi, Đài Bắc-Đào Viên Seasonal: Macau |
| Hebei Airlines           | Hàng Châu, Shijiazhuang Thuê chuyến: Manado |
| Hong Kong Airlines       | Hong Kong |
| Jetstar Asia Airways     | Singapore |
| Jiangxi Air              | Nam Xương |
| Juneyao Airlines         | Thượng Hải-Phố Đông |
| Korean Air               | Thuê chuyến: Seoul-Incheon |
| Lucky Air                | Thành Đô, Kunming, Lijiang |
| Okay Airways             | Thâm Quyến, Thiên Tân |
| Qingdao Airlines         | Nam Kinh, Thanh Đảo |
| Shandong Airlines        | Trường Sa, Tế Nam |
| Shanghai Airlines        | Jinggangshan, Shanghai-Hongqiao, Thượng Hải-Phố Đông |
| Shenzhen Airlines        | Trường Xuân, Quảng Châu, Cáp Nhĩ Tân, Nam Xương, Nam Kinh, Thẩm Dương, Thâm Quyến, Trịnh Châu |
| Sichuan Airlines         | Bangkok–Suvarnabhumi, Thành Đô, Trùng Khánh, Cáp Nhĩ Tân, Ninh Ba, Tây An |
| Tianjin Airlines         | Changde, Ganzhou, Quế Lâm, Quý Dương, Hàng Châu, Hợp Phì, Huaihua, Jining, Lanzhou, Linfen, Liupanshui, Luzhou, Meizhou, Nam Xương, Nam Kinh, Nam Ninh, Thượng Hải-Phố Đông, Shantou, Thiên Tân, Tây An, Yangzhou, Yiwu, Trạm Giang, Zunyi                                                                                  |
| Tigerair                 | Singapore |
| Vietnam Airlines         | Đà Nẵng |
| West Air (Trung Quốc)    | Trùng Khánh |
| Xiamen Airlines          | Phúc Châu, Hàng Châu, Thiên Tân, Hạ Môn, Trịnh Châu |